# Mexia (Alabama)
Mexia es un área no incorporada ubicada en el condado de Monroe en el estado estadounidense de Alabama.

## Geografía
Mexia se encuentra ubicada en las coordenadas 31°30′26″N 87°23′18″O / 31.50722, -87.38833.